# Peter Thiel
Peter Andreas Thiel (/tiːl/; born ngày 11 tháng 10 năm 1967) là một doanh nhân, nhà đầu tư mạo hiểm, nhà từ thiện, nhà hoạt động chính trị và tác giả người Mỹ. Ông là người đồng sáng lập PayPal, Palantir Technologies và Founders Fund. Anh được xếp thứ 4 trong  Danh sách Midas của Forbes năm 2014, với giá trị ròng là 2,2 tỷ đô la, và số 328 trên Forbes 400 năm 2018, với giá trị ròng 2,5 tỷ đô la Mỹ.
Thiel sinh ra tại Frankfurt. Anh cùng gia đình đến Hoa Kỳ khi còn là một đứa trẻ sơ sinh và dành một phần của sự giáo dục của anh ấy ở Nam Phi trước khi trở về Hoa Kỳ. Anh học triết học tại Đại học Stanford, tốt nghiệp cử nhân vào năm 1989. Sau đó, anh tiếp tục đến Trường Luật Stanford, và nhận tiến sĩ luật vào năm 1992. Sau khi tốt nghiệp, ông làm thư ký tư pháp cho Thẩm phán James Larry Edmondson, một luật sư chứng khoán cho Sullivan & Cromwell, một người viết diễn văn cho cựu - Hoa Kỳ Bộ trưởng Giáo dục William Bennett và là một nhà giao dịch phái sinh tại Credit Suisse trước khi thành lập Thiel Capital vào năm 1996. Ông đồng sáng lập PayPal 1999, phục vụ như giám đốc điều hành cho đến khi bán cho eBay vào năm 2002 với giá 1,5 tỷ đô la.
Sau khi bán PayPal, ông thành lập Clarium Capital, một quỹ phòng hộ vĩ mô toàn cầu. Ông đã ra mắt Palantir Technologies, một công ty phân tích dữ liệu lớn, vào năm 2004 và tiếp tục làm chủ tịch vào năm 2018. Founders Fund, một công ty đầu tư mạo hiểm, ra mắt năm 2005 cùng với các đối tác PayPal Ken Howery và Luke Nosek. Trước đó, Thiel đã trở thành nhà đầu tư bên ngoài đầu tiên của Facebook khi mua 10,2% cổ phần với giá 500.000 đô la vào tháng 8 năm 2004. Ông đã bán phần lớn cổ phần của mình trên Facebook với giá hơn 1 tỷ đô la vào năm 2012, nhưng vẫn còn trong ban giám đốc. Ông cũng đồng sáng lập Valar Ventures vào năm 2010, đồng sáng lập Mithril Capital, trong đó ông là chủ tịch ủy ban đầu tư, vào năm 2012, và từng là đối tác tại Y Combinator từ 2015-2017.